# Listă de personaje din serialul InuYasha
Această pagină cuprinde personajele din InuYasha în ordine alfabetică:

## A
- Abi
- Ai
- Akago
- Akane
- Akitoki Hōjō
- Asagi
- Ayame
- Ayumi

## B
- Bankotsu
- Bonne Denom
- Botan
- Buyo
- Byakuya

## D
- Dai
- Daija
- Datara

## E
- Enju
- Entei
- Eri

## G
- Gamajiro
- Garamaru
- Gatenmaru
- Ginkotsu
- Ginka
- Ginta
- Gohō
- Gorai
- Goshinki
- Gyōja

## H
- Hachi
- Hachiemon
- Hakkaku
- Hakudoushi
- Hakushin
- Hiten
- Hosenki
- Houjo

## I
- Inu No Taishou
- InuYasha
- Izayoi

## J
- Jaken
- Jakotsu
- Jinenji
- Juuroumaru

## K
- Kaede
- Kagerōumaru
- Kagome
- Kagura
- Kaguya
- Kaijinbo
- Kanna
- Kikyo
- Kirara
- Kohaku
- Kouga
- Kuroro
- Kyoukotsu

## M
- Manten
- Magatsuhi
- Mayu
- Midoriko
- Miroku
- Moryoumaru
- Mukotsu
- Mushin
- Musou
- Myoga

## N
- Naraku
- Nazuna
- Nobunaga
- Noh Mask

## O
- Onigumo

## R
- Renkotsu
- Rin
- Ryukotsusei

## S
- Saiten
- Sango
- Sanpō
- Sara Asano
- Satoru Ikeda
- Saya
- Serina
- Sesshomaru
- Shako
- Shibugarasu
- Shima
- Shinosuke
- Shishinki
- Shion
- Shiori
- Shippo
- Shizu
- Shōga
- Son Goku
- Shunran
- Shūran
- Sōten
- Souta
- Suikotsu
- Suijin
- Suzuna

## T
- Takemaru
- Tanuki
- Totosai
- Toukajin
- Tsubaki

## U
- Urasue

## Y
- Yuka
- Yura